# TG Heilbronn
Die TG Heilbronn war ein Sportverein aus Heilbronn. Der Verein wurde am 2. April 1845 als einer der ältesten Sportvereine Deutschlands gegründet. Nachdem die TG Heilbronn zunächst ein reiner Turnverein war, entstanden  ab Ende des 19. Jahrhunderts zunächst die Abteilungen Fechten, Handball, Kanu, Leichtathletik und Schwimmen. Später kamen weitere Sparten hinzu.
1920 wurde eine Fußballabteilung gegründet, die sich allerdings bereits 1923 im Rahmen der sogenannten „reinlichen Scheidung“ als Turngesellschaft Heilbronn selbständig machte, aber etwa im Jahre 1934 wieder der Turngemeinde angeschlossen wurde.
Die Fußballer spielten von 1966 bis 1971 und noch einmal 1977 sechs Spielzeiten in der drittklassigen Amateurliga Nordwürttemberg. Auch Sportler anderer Sparten, wie beispielsweise Kanu und Leichtathletik, erzielten Erfolge auf Landes- und Bundesebene, sowie international.
Im Jahr 2001 fusionierte die TG Heilbronn 1845 ohne die nunmehr selbständige Tennisabteilung mit dem TSV Sontheim zum Großverein TSG 1845 Heilbronn.